# FTTH
光纖到戶（英語：Fiber To The Home，缩写：FTTH）是一種光纖通訊的傳輸方法。是直接把光纖接到用戶的家中（用戶所需的地方）。
這種光纖通訊方式及策略與FTTN、FTTC、HFC（Hybrid Fiber Coaxial）等也不同，它們都是需要依賴傳統的金屬電線，包括雙絞線及同軸電纜等，作「最後一哩」的資訊傳輸。

## 光學部分
光纖網絡目前有多種競爭中的技術可供使用。

### 直接光纖（Direct fiber）
最基本的光纖網絡。

### 共用光纖（Shared fiber）
把多個用戶的光纖在電信交換中心合在一起使用。使用這方式的技術需配合主動式光纖網路（AON）或被動式光纖網路（PON）。

#### 被動式光纖網路（Passive optical network）
電信網路節點的元件可分為“主動式（Active）”與“被動式（Passive）”兩種。“被動式”元件不用電源就可以完成信號處理，就像家裡的鏡子，不需要電就能反射影像。PON（Passive Optical Network）為被動式光網路，即光纖網路除了終端設備需要用到電以外，其中間的節點則以精緻小巧的光纖元件構成。以新一代網路（New Generation Network）通信觀念，電信網路可以粗分為核心網路（Core Network）與接取網路（Access Network）兩部份。核心網路相當於傳統的中繼及長途線路。接取網路則有光纜環。核心網路與接取網路的功能不同，其傳輸型態也不同，因此PON的應用又可分為核心網路的PON及接取網路PON兩大類型。前者以分波多工（WDM）為主，後者光分歧器與分波多工元件均用到。

## 電學部分
當光纖連接到電腦時，最終也要以電脈衝的訊號，供電腦使用。

## 發展歷史

### 亞洲

#### 日本
在日本，FTTP通常被稱為FTTH，於1999年首次引入。在2001年以前未能吸引大量用戶。
平均的FTTH速率在全日本是66Mbit/s，在東京是78 Mbit/s。

#### 台灣
台灣發展最大宗由中華電信主推之FTTx（這是為了其大量使用之FTTC避免與FTTH混淆），線路最後一哩架構多以VDSL（VDSL2）為主，其上DSLAM架設於道路旁交接箱或是大樓電信室內。主要是對於乙太網路的熟悉及訂單影響，目前的網路速度主流約為100Mbps/40Mbps。中華電信在2010年開始大量設置FTTH設備，並表示2015年高速寬頻指標「80%的家庭可接取100Mbps有線寬頻」及「光纖用戶達600萬戶」之政策目標。

#### 香港
香港網絡供應商香港宽频在2006年4月首次引入FTTH光纖到戶技術，提供25Mbps至1Gbps的住宅寬頻服務。
在2007年11月4日，香港電訊管理局發表，香港的FTTH及FTTB的普及率已達21.2％，超越南韓和日本，成為全球之冠。

#### 澳門
澳門網絡供應商澳門電訊在2010年10月引入光纖到戶（FTTH）技術，為用戶提供50Mbps至250Mbps的住宅高速服務。
現時澳門的光纖寬頻服務為50Mbps至1Gbps。
但經常斷線、收費高昂（雖然FTTH由於成本高而收費高，但跟全球使用FTTH的國家相比，澳門的收費仍然是全球最貴）、無性價比等問題仍然讓眾多市民不滿。
MTel亦於試業時開始鋪設光纖管道（目前已覆蓋全澳超過三成），並開始為少量樓宇提供光纖到戶服務。

#### 中國大陸
中国电信从2011年起在中国大陆各个省会城市实行网络升级，根据各省市实际情况原ADSL用户免费或有偿升级到FTTH。目前上海电信FTTH推进程度较高。在2012年3月31日，中国宽带发展和光网建设高层研讨会上，中国电信上海分公司副总工张军表示，到2014年基本完成整个上海的光网覆盖，90%以上的宽带用户实现FTTH。按照计划，上海市2011年宽带速率达到8M，2012年的宽带要提速到16M，2013年要达到30M，2014年50M。2016年底，上海电信将完成269个小区的千兆宽带接入，2018年实现千兆宽带全市覆盖，千兆宽带接入用户突破百万级，平均接入带宽将从目前的超过50Mbit/s提升至280Mbit/s，用户可感知的下载速率从13Mbit/s升至突破100Mbit/s。

### 歐洲
匈牙利DIGI公司推出了FTTH

### 南美
巴西TIM公司在2013年推出FTTH链接但是只有10M到90M的网速。所以当时并没有多少人知道。但是于2015年3月份推出1G宽带时，迅速被人所知。也是巴西所有网络运营商首家推出FTTH宽带，达到1G的网络运营商

## 外部連結
- （英文）Fiber to the Home Council（页面存档备份，存于）
- （英文）KMI Research FTTP article
- （英文）FTTH Blog（页面存档备份，存于） Daily updates on the business and technology of FTTH
- （英文）Kingfisher International Application Notes Fiber Optic Testing information about FTTH backbone Terminology.
- （英文）Richardson, TX FTTP Conversion Notes Details of conversion to FTTP in Dallas, TX (USA) suburb of Richardson.
- （英文）San Francisco Draft Fiber Study
- （英文）UOC University article（in Spanish）